# Elisabeta Rizea
Elisabeta Rizea (n. 28 iunie 1912, Domnești, România – d. 4 octombrie 2003, Nucșoara, Argeș, România) a fost o eroină a luptei anticomuniste din România, nepoată a liderului țărănist Gheorghe Șuța, ucis de comuniști în 1948.

## Biografie
A fost fiica lui Ion și a Mariei Șuța. Împreună cu soțul ei Gheorghe Rizea, a sprijinit activ grupul de rezistență anticomunistă „Haiducii Muscelului” (Arsenescu-Arnăuțoiu). A fost arestată și torturată de autoritățile comuniste în 1952 și 1961. A executat 12 ani de închisoare fiind eliberată în 1964 conform decretului de amnistie generală.
Povestea ei a devenit cunoscută publicului în urma unui interviu din 1992, inclus în documentarul Memorialul Durerii, de Lucia Hossu-Longin.
Casa Elisabetei Rizea din Nucșoara, Argeș, a fost lăsată moștenire strănepotului ei, Bogdan Vârvoreanu. Acesta a înființat Asociația Elisabeta Rizea în 2017 și a pornit un amplu proiect de transformare a acestei case în casă memorială.

## Distincții și recunoștință
La expoziția creată cu ocazia împlinirii a 100 de ani de la recâștigarea Independenței Poloniei și a Anului Drepturilor Femeii, precum și a Marii Uniri a României, Institutul Polonez din București a publicat povestea a 34 de femei remarcabile din cele două țări, iar în 2020, tot la inițiativa Institutului Polonez din București, au fost prezentate o serie de filme de animație despre aceste poloneze și românce.